# Chen tao (secta)
El chen tao (真 道, ‘el tao de Chen’, o ‘el sendero verdadero’) fue una religión ovni creada por Hon-Ming Chen (1955-), que existió en Taiwán y Estados Unidos entre 1993 y 2001.

## Historia
Chen decía que había sido profesor de escuela, y decía que había sido ateo hasta que se unió a una secta de «desarrollo de la personalidad», creada dos generaciones antes por la maestra Yu-Hsia Chen. En 1993 Hon-Ming Chen se separó del grupo ―que era liderado por un maestro heredero de Yu-Hsia Chen en tercera generación― y con otro compañero «cultivador», Tao-Hung Ma, crearon su propia secta.

### En Taiwán
Años más tarde Chen rompió con Tao-Hung Ma e introdujo en el grupo nuevos elementos ―como informaciones seudocientífica sobre astronomía y cosmología, ovnis extraterrestres, así como elementos de la mitología cristiana como el apocalipsis (fin del mundo cristiano)―.
En Taiwán, Hon-Ming Chen registró oficialmente el grupo como la Asociación China de Investigación de la Luz del Alma.

### En Estados Unidos
Decidió mudarse con todo el grupo a Estados Unidos. Allí registró el grupo como God's Salvation Church (Iglesia de Salvación de Dios). Primero se instalaron en San Dimas (California). En 1997, toda la secta se mudó a Garland (Texas) ―debido al parecido de este nombre con God’s land (‘la tierra de Dios’)―.

### Profecía fallida
Poco tiempo después de mudarse a Garland en agosto de 1997, Hon-Ming Chen predijo que a las 0:01 del 31 de marzo de 1998, Dios se podría ver en un único canal en todos los televisores de Estados Unidos, sin importar si el televidente tenía servicio de cable.
El 31 de marzo de 1998, al no cumplirse la profecía del líder ―y a diferencia de todos los demás grupos religiosos milenaristas (como los milleritas, los testigos de Jehová, etc.) con profecías fallidas―, cerca de dos tercios de los sectarios abandonaron el grupo. En los siguientes meses, algunos de los miembros tuvieron que regresar a Taiwán por problemas de visado. Más tarde, los miembros restantes se trasladaron a Lockport (estado de Nueva York). Continuaron llevando sombreros de vaquero, y empezaron a profetizar que se declararía una guerra entre China y Taiwán, que llevaría a un holocausto nuclear. Esto daría lugar a muchísimos millones de muertos, pero Dios descendería en un «God plane» (‘avión de Dios’) para llevarse exclusivamente a los 50 o 60 miembros de la secta.
Originalmente declararon que la guerra termonuclear comenzaría en 1999, pero al no cumplirse esta fecha la pospusieron para más adelante.
Prácticamente no se supo más nada del grupo después de 2001. El paradero actual de Hon-Ming Chen es desconocido.